# Crateri di Ariel
Segue una lista dei crateri d'impatto presenti sulla superficie di Ariel. La nomenclatura di Ariel è regolata dall'Unione Astronomica Internazionale; la lista contiene solo formazioni esogeologiche ufficialmente riconosciute da tale istituzione.
I crateri di Ariel portano i nomi di spiriti benevoli di varie culture del mondo.

## Prospetto
| Cratere  | Eponimo | Latitudine | Longitudine | Diametro |
| -------- | --- | ---------- | ----------- | -------- |
| Abans    | Abans - Nello zoroastrismo lo spirito delle miniere di ferro.                                                      | 15,5° S    | 251,3° E    | 20 km    |
| Agape    | Agape - Una delle fate nel poema epico di Edmund Spenser La regina delle fate.                                     | 46,9° S    | 336,5° E    | 34 km    |
| Ataksak  | Ataksak - Divinità della gioia e della felicità nella mitologia Inuit.                                             | 53,1° S    | 224,3° E    | 22 km    |
| Befana   | Befana - Figura del folklore italiano dispensatrice di doni, legata all'Epifania.                                  | 17° S      | 31,9° E     | 21 km    |
| Berylune | Berylune - Spirito benevolo nell'opera L'uccello blu di Maurice Maeterlinck.                                       | 22,5° S    | 327,9° E    | 29 km    |
| Deive    | Deive - Spirito di una bella fanciulla nel folklore lituano.                                                       | 22,3° S    | 23° E       | 20 km    |
| Djadek   | Djadek - Spirito benevolo protettore della casa nel folklore ceco.                                                 | 12° S      | 251,1° E    | 22 km    |
| Domovoy  | Domovoj - Spirito benevolo protettore della casa nel folklore slavo.                                               | 71,5° S    | 339,7° E    | 71 km    |
| Finvara  | Finvara - Re degli spiriti nel folklore irlandese che da agli uomini cavalli e vino.                               | 15,8° S    | 19° E       | 31 km    |
| Gwyn     | Gwyn ap Nudd - Il sovrano dell'oltretomba nella mitologia gallese, accompagna le anime dei morti nell'Annwn.       | 77,5° S    | 22,5° E     | 34 km    |
| Huon     | Huon di Bordeaux - Protagonista della canzone di gesta, successe a Oberon come Re degli Spiriti.                   | 37,8° S    | 33,7° E     | 40 km    |
| Laica    | Laica - Spirito benevolo della mitologia inca.                                                                     | 21,3° S    | 44,4° E     | 30 km    |
| Mab      | Regina Mab - Fata della tragedia di William Shakespeare Romeo e Giulietta.                                         | 38,8° S    | 352,2° E    | 34 km    |
| Melusine | Melusina - Fata delle acque dolci nel folklore medievale europeo.                                                  | 52,9° S    | 8,9° E      | 50 km    |
| Oonagh   | Oonagh - Regina delle fate nel folklore irlandese.                                                                 | 21,9° S    | 244,4° E    | 39 km    |
| Rima     | Rima - L'eroina protagonista del romanzo Green Mansions: A Romance of the Tropical Forest di William Henry Hudson. | 18,3° S    | 260,8° E    | 41 km    |
| Yangoor  | Yangoor - Lo spirito che porta la luce del giorno nel folklore australiano.                                        | 68,7° S    | 279,7° E    | 78 km    |